# Griselda (Scarlatti)
Griselda és una opera seria en tres actes amb música del compositor italià Alessandro Scarlatti, i és la darrera de les òperes de Scarlatti que han arribat íntegres a l'actualitat. Al llibret, del dramaturg Pietro Metastasio, anteriorment ja hi havien posat música Carlo Francesco Pollarolo i Antonio Maria Bononcini, i més tard Albinoni, Giovanni Bononcini i Vivaldi en farien les seves versions. Es basa en la història de La pacient Griselda del Decameró de Giovanni Boccaccio. Es va estrenar el gener de 1721 al Teatro Capranica de Roma amb un repartiment format únicament per homes: cinc castrati i un tenor.
És una òpera poc representada actualment: segons les estadístiques d'Operabase, només se n'han fet sis representacions en el període comprès entre el 2011 i el 2015.